# Reisen & Caravaning Hamburg
Die Reisen & Caravaning Hamburg (Eigenschreibweise: REISEN & CARAVANING Hamburg) ist eine Freizeitmesse, die 2018 zunächst unter den Namen oohh! Die FreizeitWelten als Dachmesse für mehrere Spezialmessen geschaffen wurde. Sie findet jährlich im Februar auf dem Hamburger Messegelände statt und vereint mehrere Publikumsmessen in über die Jahre wechselnder Zusammensetzung, im Jahr 2025 Reisen Hamburg (besteht seit 1978), die Rad Hamburg, die Caravaning Hamburg, die Kreuzfahrtwelt Hamburg und die GenussWelten.

## Veranstalter
Die Hamburg Messe und Congress konzipierte die erstmals 2018 durchgeführte „oohh! Die FreizeitWelten“. Der Name stand dabei für die Abkürzung für „Out of Home Hamburg“. Im Jahr 2021 stieg die Landesmesse Stuttgart GmbH als Partnerin ein. Sie tritt seitdem als Veranstalterin auf und bringt dabei ihre Erfahrung mit drei ähnlich ausgerichteten Veranstaltungen mit ein – der Caravan, Motor und Touristik (CMT) in Stuttgart, der CMT China in Nanjing und der Touristik & Caravaning in Leipzig.

## Messejahre

### 2018
Die Dachmesse für die vier Veranstaltungen Reisen Hamburg, Rad Hamburg, Caravaning Hamburg und Kreuzfahrtwelt Hamburg hatte im Februar 2018 ihre Premiere. 817 Aussteller stellten auf 77.000 Quadratmeter Fläche ihre Neuheiten für die Saison 2018 vor. Rund 71.000 Besucher kamen an fünf Tagen in die elf Messehallen.
Die Reisen Hamburg 2018 wurde durch Benedikte zu Dänemark eröffnet, Dänemark war das Partnerland 2018.

### 2019
Bei der zweiten Auflage der Messe kam die neue Fotohaven Hamburg, die sich Themen rund um die Reise-, Hobby- und Profifotografie widmete, als fünfte Freizeitwelt hinzu. Mit der Eintrittskarte konnten zudem die parallel auf dem Messegelände stattfindenden Autotage Hamburg besucht werden. Auf der gleichen Fläche wie im Vorjahr waren rund 750 Aussteller vertreten, die Besucherzahl stieg auf über 78.000 an. Das Rahmenprogramm umfasste 350 Vorträge und Workshops. Höhepunkte waren die Deutschland-Premiere der Green Screen Tour mit den besten Naturfilmen des Jahres und ein Vortrag der jüngsten Weltumseglerin Laura Dekker.

### 2020
Wie im Vorjahr bündelte die Veranstaltung wieder sechs Spezialmessen. Rund 770 Aussteller aus 37 Ländern stellten ihre Angebote vor, es wurden über 75.000 Besucher gezählt. Bei der Reisen Hamburg waren die USA das Partnerland.

### Absage: 2021 und 2022
Die Freizeitmesse wurde 2021 und 2022 wegen der Corona-Pandemie abgesagt.

### 2023
Nach den Absagen in den beiden Vorjahren konnte 2023 die Premiere des neuen Messekonzepts Reisen & Caravaning im Rahmen der „oohh! Die FreizeitWelten der Hamburg Messe“ stattfinden. Erstmals trat dabei die 2021 mit eingestiegene Landesmesse Stuttgart als Veranstalter auf. Der Großevent bündelte insgesamt acht Messethemen – zu Reise, Caravaning, Rad, Kreuzfahrtwelt und Fotografie kamen erstmals die Themenbereiche GenussReise mit internationalen kulinarischen Köstlichkeiten, die Tauch- und Schnorchelmesse InterDive sowie die Hamburger Motorradtage hinzu. Auf einer Fläche von etwa 50.000 Quadratmetern waren rund 380 Aussteller vertreten, rund 101.000 Besucher wurden gezählt. Auf der Reise-Messe war die Mongolei das Partnerland und das Baltikum die Partnerregion.

### 2024
Die fünfte Auflage der Veranstaltung fand auf ca. 45.000 Quadratmetern in sieben Hallen mit rund 430 Ausstellern statt. Rund 69.000 Besucher informierten sich über die Themen Touristik, Caravaning, Rad und Kulinarik.

### 2025
Die Reisen & Caravaning Hamburg 2025 soll vom 6. bis 9. Februar 2025 wieder auf dem Gelände der Hamburg Messe stattfinden. An den vier Tagen werden etwa 800 Aussteller erwartet, die sich in den fünf Themenwelten Reisen, Caravaning, Rad, Genussreise und Kreuzfahrtwelt den Besuchern präsentieren.